# 제이드 램지
제이드 램지(Jade Ramsey, 1988년 2월 10일 ~ )는 잉글랜드의 배우이다.

## 출연 작품
- 실버 폴스의 유령 2 (2017)
- 섹스트립 (2016)
- 하우스 오브 아누비스 시즌3 (2013)
- 하우스 오브 아누비스 시즌2 (2012)
- 하우스 오브 아누비스 시즌1 (2011)
- 아메리칸 슬립오버 (2010)
- 올 어바웃 이블 (2010)
- 조나스 브라더스 콘서트 이야기 (2009)
- 게이머 (2009)
- 런, 팻보이, 런 (2007)
- 이븐 머니 (2006)